# جوزپه سینوپولی
جوزپه سینوپولی (ایتالیایی: Giuseppe Sinopoli; ‏۲ نوامبر ۱۹۴۶ – ۲۰ آوریل ۲۰۰۱) رهبر ارکستر و آهنگساز اهل ایتالیا بود. او در کنسرواتوار بندتو مارچلو به مرتبه استادی رسید.
سینوپولی متخصص رهبری آثار موسیقیدانان اواخر سده نوزده تا اوایل سده بیستم همچون واگنر، وردی، اشتراوس، مالر و مکتب دوم وین بود. رهبریهایش به ویژه در آثار سمفونیک مناقشه‌برانگیز بود؛ برخی غرابت تفسیرهایش را نمی‌پسندیدند و برخی دیگر بر بصیرت جاری در رویکرد روشنفکرانه اش صحه می‌گذاردند.